# 塩原屋
株式会社塩原屋（しおばらや）は、栃木県那須塩原市に本社を置き、「塩原屋（英称：Food Market SHIOBARAYA）」の屋号で食品スーパーを運営していた日本の企業。本記事では分割前のSBY株式会社（旧：株式会社塩原屋）と分割された新社の両方について記述する。
全国スーパーマーケット協会および全日食チェーンに加盟していた。
1930年に個人商店として創業、1954年に法人化。2023年7月18日に自己破産を申請して倒産、全店が閉店した。
2023年7月時点で、那須塩原市に2店舗、大田原市に1店舗を運営していた。

## 歴史
那須塩原市発祥の食品スーパーで、地産地消を社是に掲げ、地域に根ざした老舗スーパーとして地元では長年親しまれてきた。
創業者は倒産時点での社長（代表取締役）の笠間良一の祖父で、2代目として事業を継いだ良一の父が会社としての基盤を作った。1954年には個人商店から法人化（当時は有限会社）、1978年にはスーパーマーケット業態へ転換した。良一は大学卒業後に他社へ就職して鮮魚部門を担当していたが、数年後に父が病気で手術をするため実家に呼び戻され、塩原屋へ入社。良一はその後、2番目に出店した店舗の店長に就任するが、ほどなく父が事故で急死し、父の跡を継ぐ形で良一が急遽社長に就任することとなった。
しかし2000年代に入り、近隣に国道400号大田原西那須野バイパスが開通すると、沿線に大型ロードサイド店舗の集積が進み、同業他社との競争が激化した。
さらには2007年に那須郡那須町へ進出してオープンした「フードプレイス那須店」が、わずか3年後に閉店するなどして経営が悪化。フードプレイス那須店は同年9月30日をもって閉店したが、同日時点での店頭での告知では「一時閉鎖、再開時期未定」としていたものの、そのまま閉店に至った。
そのため2017年には旧法人から事業継承する形で新法人へ移行した。また、コストコから商品を仕入れ各店舗で販売する「コストコフェア」を毎月開催するなど（2022年末頃まで開催）、小規模スーパーなりに工夫して経営の立て直しを図ってきた。
しかしその後も、電気料金値上げや仕入価格上昇などにより経営は厳しく、売場や仕入体制の見直しを進めたものの、赤字が続いたことから事業継続を断念。2023年7月18日付で宇都宮地方裁判所へ自己破産の申請を行い、同日付で破産手続きの開始決定を受けた。東京商工リサーチおよび帝国データバンクによれば、2023年7月時点での負債総額は約5億9,200万円。
なお、倒産直前の同年7月には店舗でも動きがあり、 バイパス店に併設する農産物直売所「乃木の郷農産物直売所」を7月1日より閉鎖したが、この時点では「天井改修工事のため3週間ほど休業」と告知していた。さらに倒産日を前に、7月15日から7月17日までの3日間は残った全3店で「売り尽くしセール」を開催したが、この時点ではセールの理由を「店内改装と商品入替のため7月18日より休業」としており、全店閉店については公表していなかった。またセールに訪れた客にも「ほんの数日で再オープン予定」と説明していた。倒産・閉店を知らずに店舗を訪れた客が、店頭に貼られた破産手続きの告示書を見て引き返す光景も見られた。

## 沿革
- 1930年（昭和5年） - 栃木県那須郡狩野村（現：那須塩原市三島2丁目8番地）に「塩原屋商店」を創業、 鮮魚および雑貨類の販売を開始[1]。
- 1954年（昭和29年）3月 - 法人化し「有限会社塩原屋商店」を設立[1]。
- 1955年（昭和30年）2月11日 - 那須郡狩野村が、那須郡西那須野町と合併し西那須野町となる（新設合併）[14]。
- 1969年（昭和44年） - 酒類小売免許を取得し、酒類の販売を開始[1]。
- 1978年（昭和53年）8月 - 本社を那須塩原市三島1丁目23番地[注釈 1]へ移転、本社併設の本店（三島店）をスーパーマーケットへ業態変更[1]。
- 1986年（昭和61年）11月 - バイパス店を開店（那須塩原市下永田1丁目988番1[注釈 1]）[1]。
- 1994年（平成6年）
  - 2月 - 野崎店を開店（那須塩原市一区町231番7[注釈 1]）[1]。
  - 12月 - バイパス店に併設して「酒センター」を開店[1]。
- 1995年（平成7年）11月 - 株式会社へ改組し「株式会社塩原屋」へ商号変更[1]。
- 1998年（平成10年）10月 - 三島店を全面改装[1]。
- 2004年（平成16年）
  - 9月4日 - 野崎店を全面改装[1]。
  - 12月2日 - 中田原店を開店（大田原市中田原560-1）[1]。
- 2005年（平成17年）
  - 1月1日 - 那須郡西那須野町・塩原町・黒磯市が合併し、那須塩原市が発足[14]。
  - 11月25日 - バイパス店を全面改装[1]。
- 2007年（平成19年）7月5日 - フードプレイス那須店を開店（那須郡那須町高久丙411番地1）[1]。
- 2010年（平成22年）9月30日 - フードプレイス那須店を閉店。同日時点での告知では「一時閉鎖、再開時期未定」としていたがそのまま閉店。
- 2017年（平成29年）- 経営状況の悪化により、旧法人から事業継承する形で新法人へ移行する[7][5]。
- 2018年（平成30年）- 旧法人は「SBY株式会社」に社名を変更し、株主総会の決議により解散。
- 2019年（平成31年・令和元年） 
  - 2月20日 - SBY株式会社、特別清算開始。
  - 5月11日 - SBY株式会社、特別清算終結。
- 2020年（令和2年）7月13日 - ポイントカード「ハッピーカード」にクレジットカード決済でもポイント付与されるよう変更[8][15]。
- 2023年（令和5年）
  - 7月1日 - バイパス店に併設する農産物直売所「乃木の郷農産物直売所」を閉鎖[9]。
  - 7月15日 - 同日より7月17日までの3日間、全3店で「売り尽くしセール」を開催[9]。
  - 7月18日 - 宇都宮家庭裁判所に自己破産を申請、同日付で破産手続き開始が決定[5][7]。

## 店舗

### 倒産時点で存在した店舗
三島店（本店）
- 栃木県那須塩原市三島1丁目23番地[1][11]
- 本社を併設する1号店[1]。1978年8月に本社とともに創業地から移転し、スーパーマーケット業態1号店となる[1]。
- JR西那須野駅北西側、県道317号沿い。国道400号大田原西那須野バイパスにも近い[11]。
- 営業時間は午前9時から午後8時30分まで[11]。

バイパス店
- 栃木県那須塩原市下永田1丁目988番1[1][11]
- 1986年11月開店[1]。
- 1994年12月に併設して「酒センター」を開店[1]。
- 農産物直売所「乃木の郷農産物直売所」を併設[11]（7月1日閉店）[9]。
- JR西那須野駅東側、国道400号大田原西那須野バイパスにも近い[11]。
- 店舗前の道の向かいに、閉店後も解体されず廃墟化したコジマの店舗跡の建物がある[9]。
- 営業時間は午前9時から午後9時まで[11]、農産物直売所は午前9時から午後5時30分まで[11]。

中田原店
- 栃木県大田原市中田原560-1[11]
- 2004年12月2日開店[1][11]。
- JR西那須野駅南東側、国道461号付近[11]。近くを蛇尾川が流れ「蛇尾川緑地公園」がある[11][16][17]。
- 営業時間は午前9時30分から午後10時まで（日曜日は午前9時から午後10時まで）と、他店より閉店時間が遅かった[11]。

### 倒産前に閉店した店舗
野崎店
- 栃木県那須塩原市一区町231番7[1]
- 1994年2月開店[1]。2004年9月4日に全面改装[1]。閉店時期不明。
- 跡地には、株式会社アローテックス（本社：那須塩原市四区町705番37）システム工場が建設・稼働[18]。

フードプレイス那須店
- 栃木県那須郡那須町高久丙411番地1[1]
- 2007年7月5日開店[1]、2010年9月30日閉店。
- 跡地には、カワチ薬品（本社：栃木県小山市）那須高原店が出店[7][19]。

## ポイントサービス
独自のポイントカード「ハッピーカード」があり、コーポレートカラーの黄緑色のプラスチック製磁気カードに、緑と赤の文字で「新鮮さをお安く!心をこめて HAPPY CARD」と書かれ、カード下部には「Food Market SHIOBARAYA」の文字と頭文字のSをデザインした緑の双葉のロゴマークが書かれていた。
ポイント還元率は200円で1ポイントだが、前月の累計購入金額により150円で1ポイントから100円で1ポイントまで還元率が上がるシステムを採っていた。日曜日はポイント3倍または5倍になるポイント倍付け、来店ポイントが付与される「ご来店ゲーム」、60歳以上のシニア割引「オパール会員」などのサービスもあった。500ポイント貯まると店内の「ハッピーBOX」で500円分の買い物券「ハッピー券」が発行でき（1ポイント1円で使えるシステムではない）、買い物に使えるほか、誕生月にはバースデープレゼントとして「ハッピー券」を使って懸賞に参加でき、落選した場合はポイントは戻されて再度買い物券を発行することができる。
「ハッピーカード」は長らくクレジットカード決済ではポイント付与はなかったが、コロナ禍での非接触化の流れとキャッシュレス決済の普及を受け、2020年7月13日からクレジット決済でもポイントが付与されるようになった。
ポイントカード会員は「ハッピー会員」と称され、会員を対象としたイベントも開催していた。また会員でなくても参加できるバスツアーも開催されていた。